# Atlas der Buurtwegen

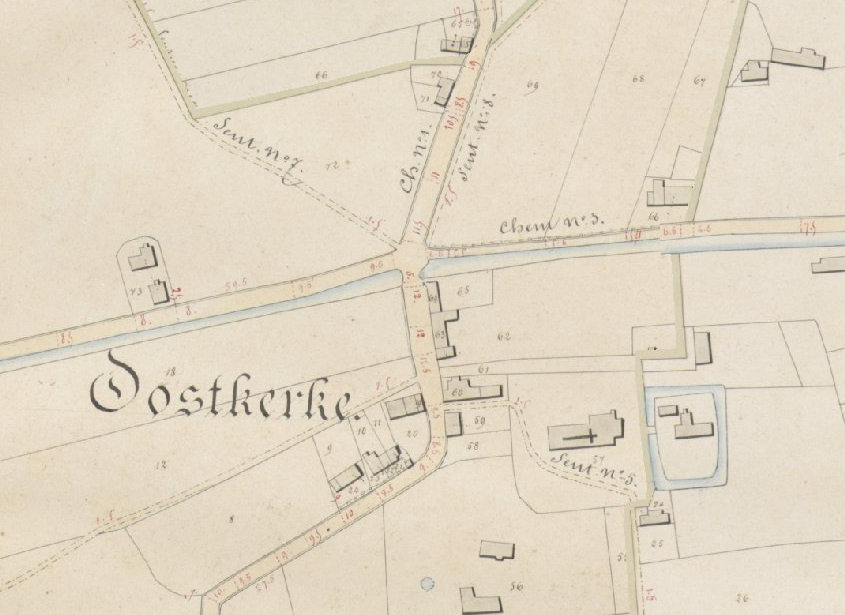
Fragment uit de Atlas der Buurtwegen. Voormalige dorpskern van Oostkerke, Diksmuide

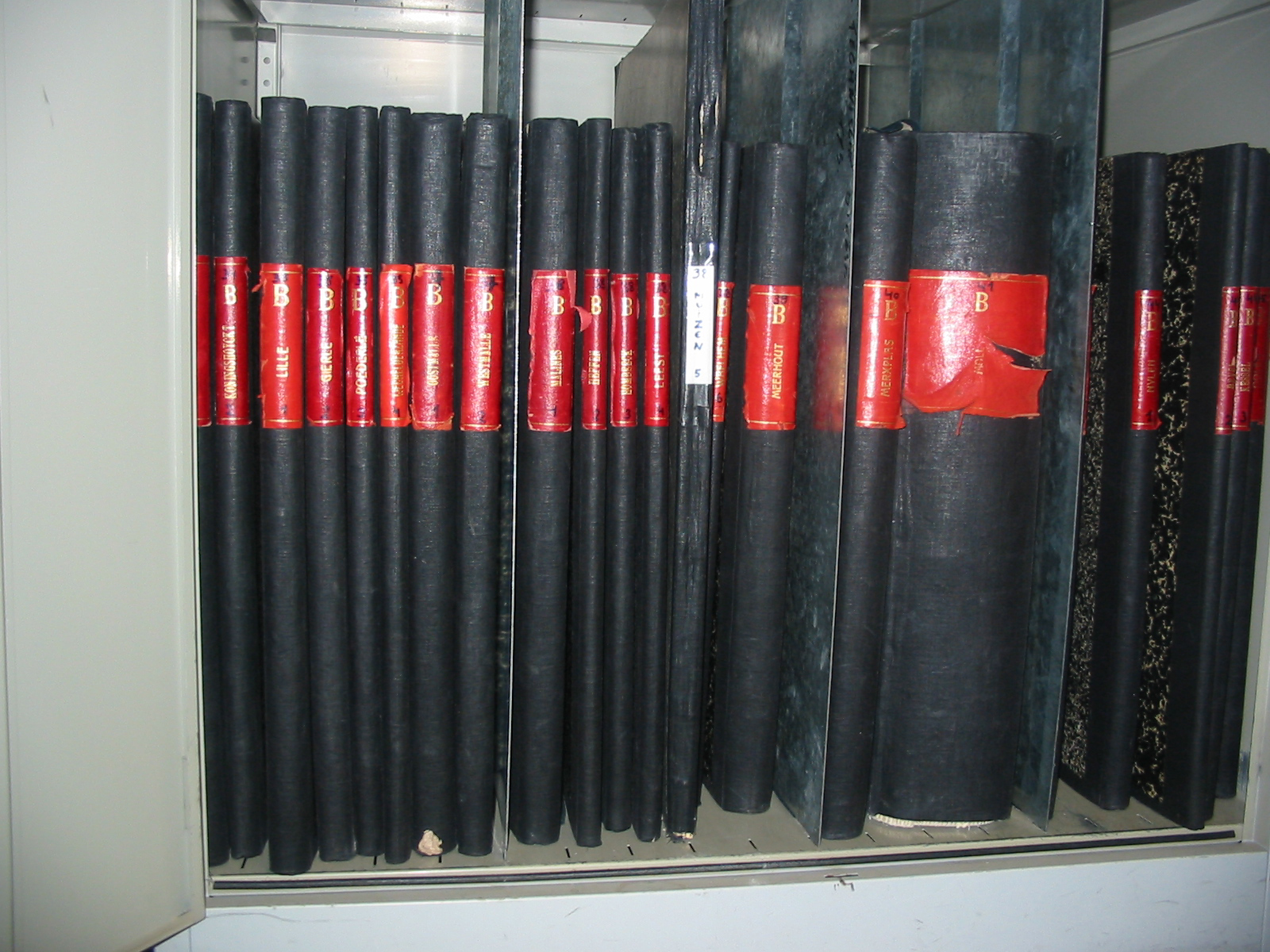
Elke gemeente bewaart een reeks Atlassen der Buurtwegen.

De Atlas der Buurtwegen (ABW) is een verzameling van Belgische atlassen die per gemeente de wegen, buurtwegen en kerkwegels aangeven. Na de wet van 10 april 1841 werden zij in de loop van de jaren 1850 per gemeente aangemaakt. Om de lokale wegen te beschermen tegen pogingen tot usurpatie door bewoners en landbouwers, wilde men een inventarisatie maken van alle openbare wegen en van "private wegen met openbare erfdienstbaarheid". Gemeentewegen waarvan de bedding aan de overheid toebehoort, werden in de Atlas opgenomen met een dubbele volle lijn. Gemeentewegen met een private bedding, maar met een publiekrechtelijke erfdienstbaarheid van doorgang, staan opgetekend met een dubbele stippellijn. Beide soorten wegen zijn voor alle gebruikers vrij toegankelijk en mogen niet afgesloten worden. De gemeente is in beide gevallen volgens artikel 34 van het Gemeentwegendecreet verplicht om ze te onderhouden en de publieke doorgang te vrijwaren over de volledige breedte.
Elke weg kreeg een eigen nummer. Latere wijzigingen, zoals nieuwe, verplaatste of verdwenen wegen, werden niet op de kaarten zelf aangeduid, maar werden gepubliceerd op aparte leggers of in gemeenteraadsbesluiten. De detailplannen uit de atlas gelden als rooilijnplan voor gemeentewegen. De documenten bevatten uitgebreide tabellen met de genummerde wegen en onder meer hun richting en afmetingen, de gangbare namen, bestemming en onderhoud, en eventuele bruggen. Daarnaast vormen de atlassen nu een belangrijk historisch document dat de toestand van het landschap van rond 1840 schetst. 
Buurtwegen kunnen gemaakt, gewijzigd en opgeheven worden door een gemeenteraadsbesluit, volgens het Gemeentewegendecreet (Vlaams Gewest) en het Décret relatif à la voirie communale (Waals Gewest). In het Brussels Gewest moet het gemeenteraadsbesluit goedgekeurd worden door de Gewestregering.